# Иран на летних Олимпийских играх 1988
Иран принимал участие в Летних Олимпийских играх 1988 года в Сеуле (Республика Корея) после двенадцатилетнего перерыва, в десятый раз за свою историю, и завоевал одну серебряную медаль.

## Медалисты
| Медаль  | Спортсмен          | Вид спорта | Дисциплина                        |
| ------- | ------------------ | ---------- | --------------------------------- |
| Серебро | Аскари Мохаммадиан | Борьба     | Мужчины, вольная борьба, до 57 кг |